# Binjai Estate
Binjai Estate is een bestuurslaag in het regentschap Binjai van de provincie Noord-Sumatra, Indonesië. Binjai Estate telt 13.562 inwoners (volkstelling 2010).